# زبان برنامه‌نویسی همه‌منظوره
در نرم‌افزار، یک زبان برنامه‌نویسی همه‌منظوره زبانی است که برای نوشتن نرم‌افزار در زمینه‌های متنوع نرم‌افزاری به کار می‌رود. زبان برنامه‌نویسی همه‌منظوره معمولاً به این معناست که آن زبان ساختار خاصی برای زمینه نرم‌افزاری خاصی ندارد.
یک زبان خاص دامنه زبانی است که برای زمینه خاصی از نرم‌افزار به کار می‌رود.
زبان‌های زیر همه‌منظوره هستند:
- ایدا
- الگول
- زبان اسمبلی
- بیسیک
- بو
- سی
- سی پلاس‌پلاس
- سی شارپ
- کلوژر
- کوبول
- کریستال
- دی
- دارت
- الیکسیر
- ارلنگ
- اف شارپ
- فورترن
- گو
- هاربور
- هسکل
- ادریس
- جاوا
- جاوااسکریپت
- جولیا
- لیسپ
- لوآ
- ماژولا-۲
- ان‌پی‌ال
- آبجکتیو-سی
- پاسکال
- پرل
- پی‌اچ‌پی
- پایک
- پی‌ال/۱
- پایتون
- رینگ
- آرپی‌جی
- روبی
- راست
- اسکالا
- سیمولا
- سوئیفت
- تی‌سی‌ال